# Charmian Carr
Charmian Farnon (Chicago, Illinois, 27 de diciembre de 1942-Los Ángeles, California, 17 de septiembre de 2016) más conocida como Charmian Carr, fue una actriz y cantante estadounidense, conocida por su papel de Liesl Von Trapp en la versión cinematográfica de The Sound of Music (1965).

## Primeros años
Carr nació en Chicago, Illinois. Era la segunda hija de la actriz Rita Oehman y del músico Brian Farnon. Tenía dos hermanas, las también actrices Shannon Farnon y Darleen Carr.

## Carrera

### The Sound of Music
Mientras asistía a la Universidad a tiempo parcial y trabajaba como enfermera, su madre le arregló una audición para un papel en The Sound of Music. Rita no le preguntó a su hija si quería hacer una audición para el papel, pero Charmian estaba segura de que su madre pensaba que conseguir un papel en una película era más importante que obtener un diploma universitario. El Director Robert Wise pensó que "Farnon" era un apellido demasiado largo. Después de darle una lista de apellidos de una sola sílaba, eligió Carr. Ganó el papel de Liesl sobre Geraldine Chaplin, Patty Duke, Mia Farrow, Lesley Ann Warren y Sharon Tate.
La película fue, en general, una experiencia muy feliz para ella. Sin embargo, durante el rodaje de la escena de baile con Rolf en el mirador, habían olvidado poner almohadillas antideslizantes en sus zapatos, por lo que se deslizó por una ventana del mirador y «tuvo que terminar la escena con dolores».

### Otros trabajos
Carr apareció junto a Anthony Perkins en Evening Primrose, un musical de una hora escrito por Stephen Sondheim que se emitió en 1966 en ABC Stage 67, serie de TV de la ABC.

## Negocios
Fue propietaria y dirigió una firma de diseño de interiores, Charmian Carr diseños, en Encino, California. Sus clientes incluyen a Ernest Lehman, guionista de The Sound of Music, Michael Jackson, la contrató porque era un fan de la película, y otros miembros del elenco de la película.

## Otros asuntos
Carr trabajó con Van Johnson en una serie piloto de televisión: Take Her, She's Mine (Tómala, ella es mía).
Escribió dos libros: Forever Liesl (Por siempre Liesl) y Letters to Liesl (Cartas a Liesl).
Se reunió con muchos de los protagonistas de The Sound of Music en The Oprah Winfrey Show en octubre de 2010, en el  45° aniversario de la película.
En 2014, Carr grabó Edelweiss con los bisnietos de Von Trapps en el álbum Dream a Little Dream con Von Trapps y Pink Martini.

## Vida personal
Carr se casó con el dentista Jay Brent y dejó el negocio de la actuación. Tuvieron dos hijas: Jennifer y Emily. Más tarde fue abuela de dos nietos: Emma y Derek.

## Muerte
Murió en Los Ángeles, California el 18 de septiembre de 2016, por complicaciones relacionadas con la demencia senil.